# Ctenus agroecoides
Ctenus agroecoides är en spindelart som först beskrevs av Tord Tamerlan Teodor Thorell 1881.  
Ctenus agroecoides ingår i släktet Ctenus och familjen Ctenidae. Artens utbredningsområde är Queensland. Inga underarter finns listade i Catalogue of Life.